# Chiesa cattolica nelle Comore
La Chiesa cattolica nelle Comore è parte della Chiesa cattolica universale in comunione con il vescovo di Roma, il papa.

## Storia
Il 19 maggio 1844 l'isola di Mayotte fu incorporata nella prefettura apostolica del Madagascar (oggi arcidiocesi di Antananarivo). Dal gennaio successivo arrivano i primi missionari. Il 4 settembre 1848 Propaganda Fide erige la prefettura apostolica delle Piccole Isole del Madagascar, che estendeva la sua giurisdizione su Mayotte, Nosy Be e Sainte-Marie, staccandone il territorio dal vicariato apostolico del Madagascar; nel 1851 essa è affidata ai Gesuiti.
Il 27 novembre 1858 le tre isole che compongono le Comore sono annesse alla prefettura apostolica delle Piccole Isole. Dal 24 maggio 1879 ai Gesuiti subentrano i missionari Spiritani. Nel 1881 la prefettura apostolica delle Piccole Isole cambia nome e prende quello di Mayotte, Nosy Be e Comore; l'isola Sainte-Marie viene annessa alla diocesi di Saint-Denis-de-La Réunion.
Dal 1901 la prefettura apostolica delle isole Mayotte, Nosy Be e Comore è amministrata dal vicario apostolico del Madagascar settentrionale (oggi arcidiocesi di Antsiranana), e dal 1923 dal vicario apostolico di Majunga (oggi diocesi di Mahajanga).
Nel 1930 è costruita a Moroni la prima chiesa cattolica delle Comore. Il 2 febbraio 1932 alla prefettura apostolica delle isole Mayotte, Nosy Be e Comore, affidata ora ai Cappuccini, viene incorporato un territorio dell'isola di Madagascar; la circoscrizione così costituita prende il nome di prefettura apostolica di Ambanja il 14 giugno 1938: questa diventerà vicariato apostolico nel 1951 e diocesi di Ambanja nel 1955. Il 5 giugno 1975 le isole di Mayotte, Anjouan, Mohéli e Grande Comore sono separate dalla diocesi di Ambanja e costituiscono la nuova amministrazione apostolica delle Comore, elevata al rango di vicariato apostolico il 1º maggio 2010.
Nelle Comore l'intera popolazione autoctona è di religione islamica e la conversione al Cristianesimo è strettamente proibita, pertanto la missione della Chiesa cattolica è innanzitutto una missione sociale.

## Organizzazione ecclesiastica e statistiche
La Chiesa cattolica è presente nell'arcipelago con una sola circoscrizione ecclesiastica, il vicariato apostolico delle Isole Comore, immediatamente soggetto alla Santa Sede, eretto nel maggio 2010. Il vicariato apostolico ha giurisdizione non solo sullo stato delle Comore, ma anche sull'isola di Mayotte, dipendente dalla Francia.
A questa data il vicariato apostolico contava circa 6.000 battezzati su una popolazione totale di 800.000 persone, pari allo 0,7% della popolazione; vi erano poi 6 preti per 2 parrocchie, 2 religiosi e 12 religiose.
L'episcopato è membro di diritto della Conferenza Episcopale dell'Oceano Indiano, che raggruppa i vescovi di Comore, Mauritius, Riunione, Mayotte e Seychelles.

## Delegazione apostolica
Lo Stato delle Comore non intrattiene relazioni diplomatiche con la Santa Sede. Nel 1999 è stata eretta la delegazione apostolica delle Comore: il delegato apostolico è rappresentante pontificio presso la Chiesa locale, non presso il governo. La giurisdizione della delegazione comprende anche l'isola francese di Mayotte. Il delegato apostolico risiede in Madagascar.

### Delegati apostolici
- Bruno Musarò, arcivescovo titolare di Abari (25 settembre 1999 - 10 febbraio 2004 nominato nunzio apostolico in Guatemala)
- Augustine Kasujja, arcivescovo titolare di Cesarea di Numidia (22 aprile 2004 - 2 febbraio 2010 nominato nunzio apostolico in Nigeria)
- Eugene Martin Nugent, arcivescovo titolare di Domnach Sechnaill (13 febbraio 2010 - 10 gennaio 2015 nominato nunzio apostolico ad Haiti)
- Paolo Rocco Gualtieri, arcivescovo titolare di Sagona (13 novembre 2015 - 6 agosto 2022 nominato nunzio apostolico in Perù)
- Tomasz Grysa, arcivescovo titolare di Rubicon, dal 27 settembre 2022